# Scarthyla vigilans
Scarthyla vigilans är en groddjursart som först beskrevs av Solano 1971.  Scarthyla vigilans ingår i släktet Scarthyla och familjen lövgrodor. IUCN kategoriserar arten globalt som livskraftig. Inga underarter finns listade i Catalogue of Life.